# De Zwaan (eiland)
De Zwaan is een klein onbewoond eiland in het Vossemeer in Nederland. Het is ongeveer 150 meter breed en lang. Nabij dit eiland liggen nog zo'n 6 andere grotere en kleinere eilanden en platen. Ook deze zijn onbewoond.
De eilanden in het Vossemeer worden beheerd door Staatsbosbeheer.
Op De Zwaan leven veel verschillende vogelsoorten, zoals de roerdomp. Ook de zeearend en de visarend worden er regelmatig gezien. Dit geldt ook voor het ree en andere zoogdieren.

## Afbeeldingen

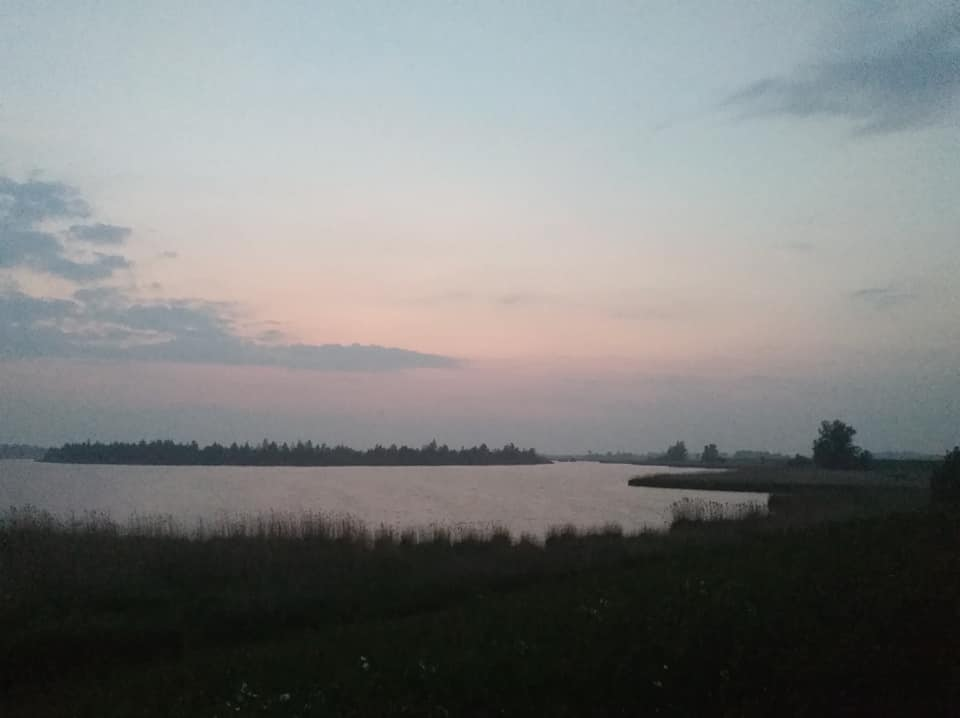
De Zwaan